# Achipteria praeoccupata
Achipteria praeoccupata är en kvalsterart som beskrevs av Subías 2004. Achipteria praeoccupata ingår i släktet Achipteria och familjen Achipteriidae. Inga underarter finns listade i Catalogue of Life.